# Anacapri
Anacapri is een gemeente op het eiland Capri, onderdeel van de metropolitane stad Napels, wat voor 2015 nog de provincie Napels was (in de regio Campanië) in het zuiden van Italië, ten westen van het schiereiland van Sorrento. De gemeente telt 6827 inwoners (30-06-2022), de oppervlakte bedraagt 6,4 km², de bevolkingsdichtheid is 1058 inwoners per km².

## Bezienswaardigheden
De belangrijkste bezienswaardigheden van de gemeente zijn de beroemde Grotta Azzurra, de Blauwe Grot die alleen door een klein hol vanuit zee bereikbaar is, en de Villa San Michele, die gebouwd werd door de Zweedse arts Axel Munthe.
- Casa Caprile, een grote witte villa gebouwd door koningin Victoria van Zweden, nu een hotel
- Castello Barbarossa, een middeleeuwse kasteelruïne, in 1544 verwoest door de Ottomaanse piraat Barbarossa Khair ad-Din
- Belvedere della Migliera, een weg naar Belvedere del Tuono aan de zuidkant van het eiland, met spectaculaire uitzichten
- Casa Rossa, een neo-romeins huis gebouwd tussen 1876 en 1898 door de Amerikaanse kolonel J.C. MacKowen, met erin opgenomen een 14e-eeuwse wachttoren
- Chiesa di San Michele, kerk
- Chiesa di Santa Sofia, kerk
- Eremo di Santa Maria a Cetrella, kapel
- Le Boffe, een 17e-eeuws wijkje in het dorp
- Sentiero dei fortini, een pad langs oude kustforten
- Parco Filosofico, een park gesticht door de Zweedse econoom Gunnar Adler-Karlsson, met zestig stenen waarop citaten van Westerse filosofen zijn aangebracht
- Scala Fenicia, door de Grieken aangelegde stenen trappen
- Monte Solaro, berg
- Punta Carena, een 19e-eeuwse vuurtoren
- Casa Cernia, een moderne villa gebouwd door de architect Luigi Cosenza (1905-1984)
- Villa Damecuta, een op Romeinse resten gebouwd huis met toren

## Demografie
Anacapri telt ongeveer 2369 huishoudens. Het aantal inwoners steeg in de periode 1991-2001 met 10,0% volgens cijfers uit de tienjaarlijkse volkstellingen van ISTAT.
| Jaar | Inwonertal |
| ---- | ---------- |
| 1991 | 5324       |
| 2001 | 5855       |
| 2004 | 6240       |
| 2010 | 6768       |

## Geografie
Naast Anacapri is er maar één andere gemeente op het eiland, de stad Capri. Het dorp Anacapri ligt op ongeveer 275 meter hoogte, maar binnen de gemeente liggen verscheidene steile toppen, onder meer de hoogste berg van het eiland, Monte Solaro (589 m).

## Verkeer en vervoer
De dichtstbijzijnde luchthaven is de luchthaven Napels op het vasteland. Het eiland Capri is bereikbaar met een veerverbinding en draagvleugelboot vanaf Napels vanuit de havens Mergellina en Molo Beverello, Sorrento, Positano en Amalfi naar de stad Capri. Ook zijn er mogelijkheden vanaf havens aan de Golf van Napels en het schiereiland van Sorrento. Vanaf Napels duurt de overtocht per veerboot circa 80 minuten en met de draagvleugelboot 40 minuten. Vanaf Sorrento duurt het circa 40 minuten terwijl de draagvleugelboot er circa 20 minuten over doet.
Vanaf de stad Capri is er een weg met veel steile hellingen naar Anacapri. Vanuit Anacapri is een stoeltjeslift naar het uitzichtpunt op de Monte Solaro, en leiden er wegen (met veel haarspeldbochten) naar de westelijke punten van het eiland, de Villa Damecuta in het noorden en Punta Carena in het zuiden.

## Debussy
De Franse componist Claude Debussy bezocht Anacapri regelmatig. Hij noemde een van zijn preludes uit het eerste boek Les collines d'Anacapri naar de heuvels van Anacapri.

## Overleden
- Saar de Swart (1861-1951), Nederlands beeldhouwer

## Galerij

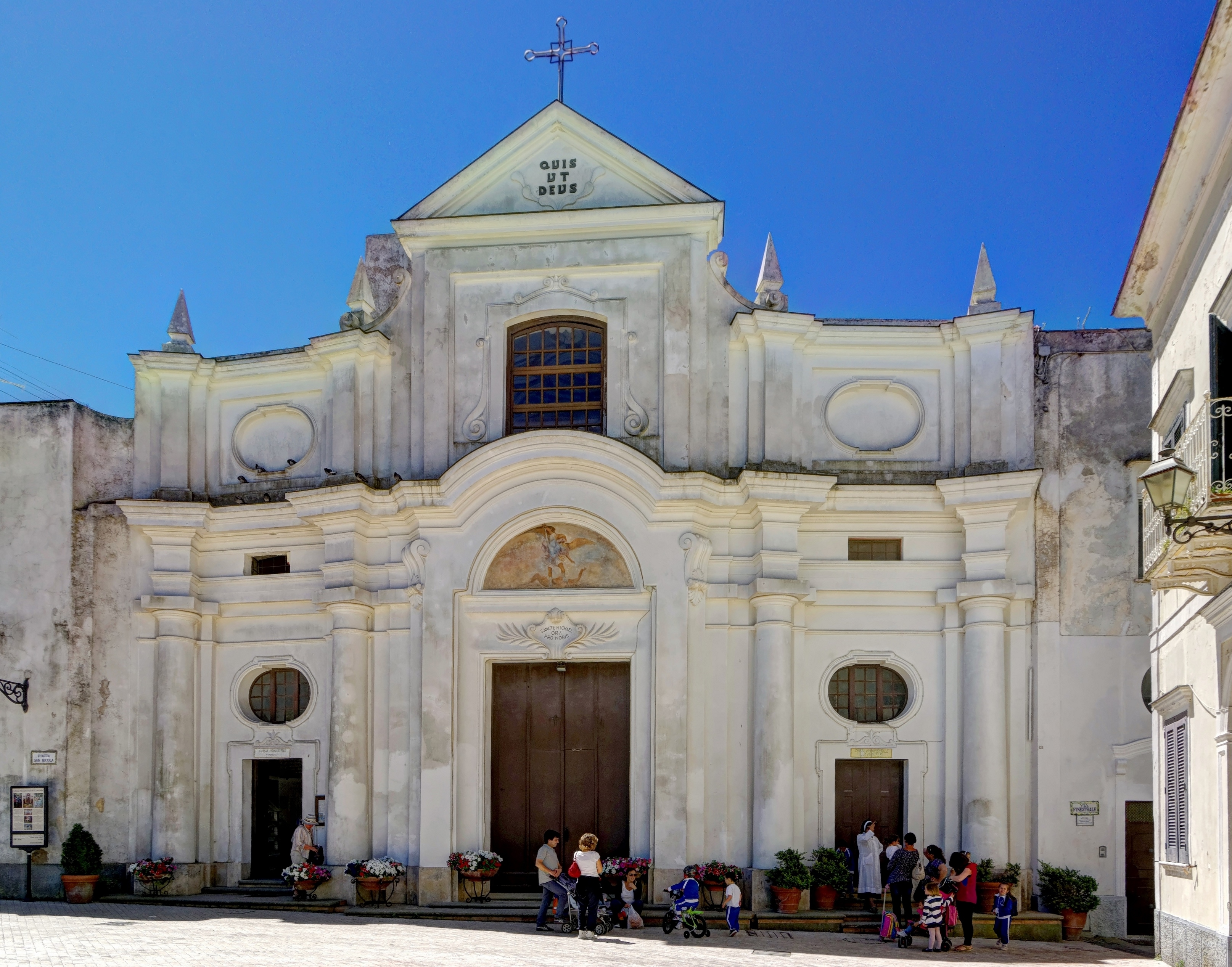
Chiesa di San Michele
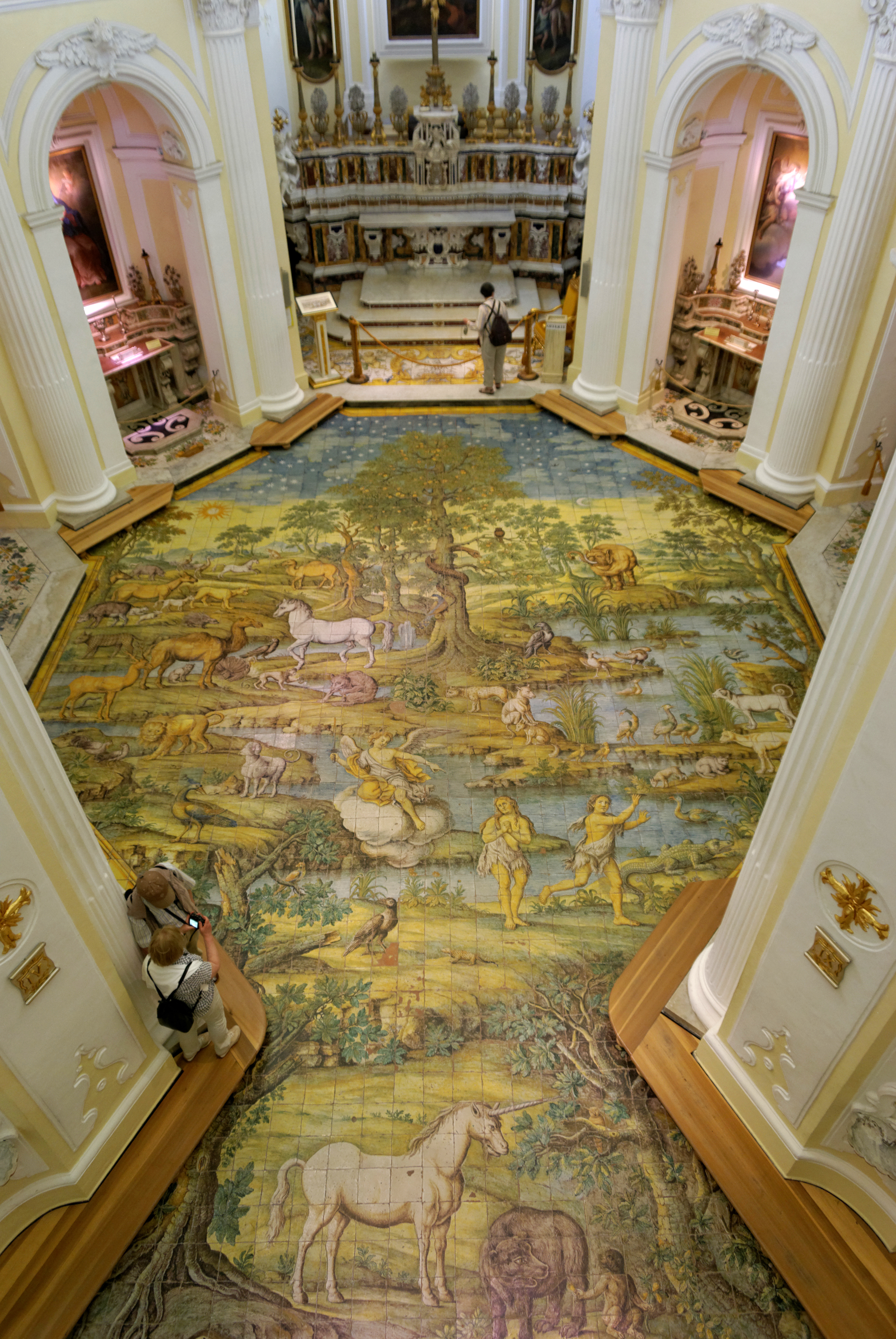
Chiesa di San Michele
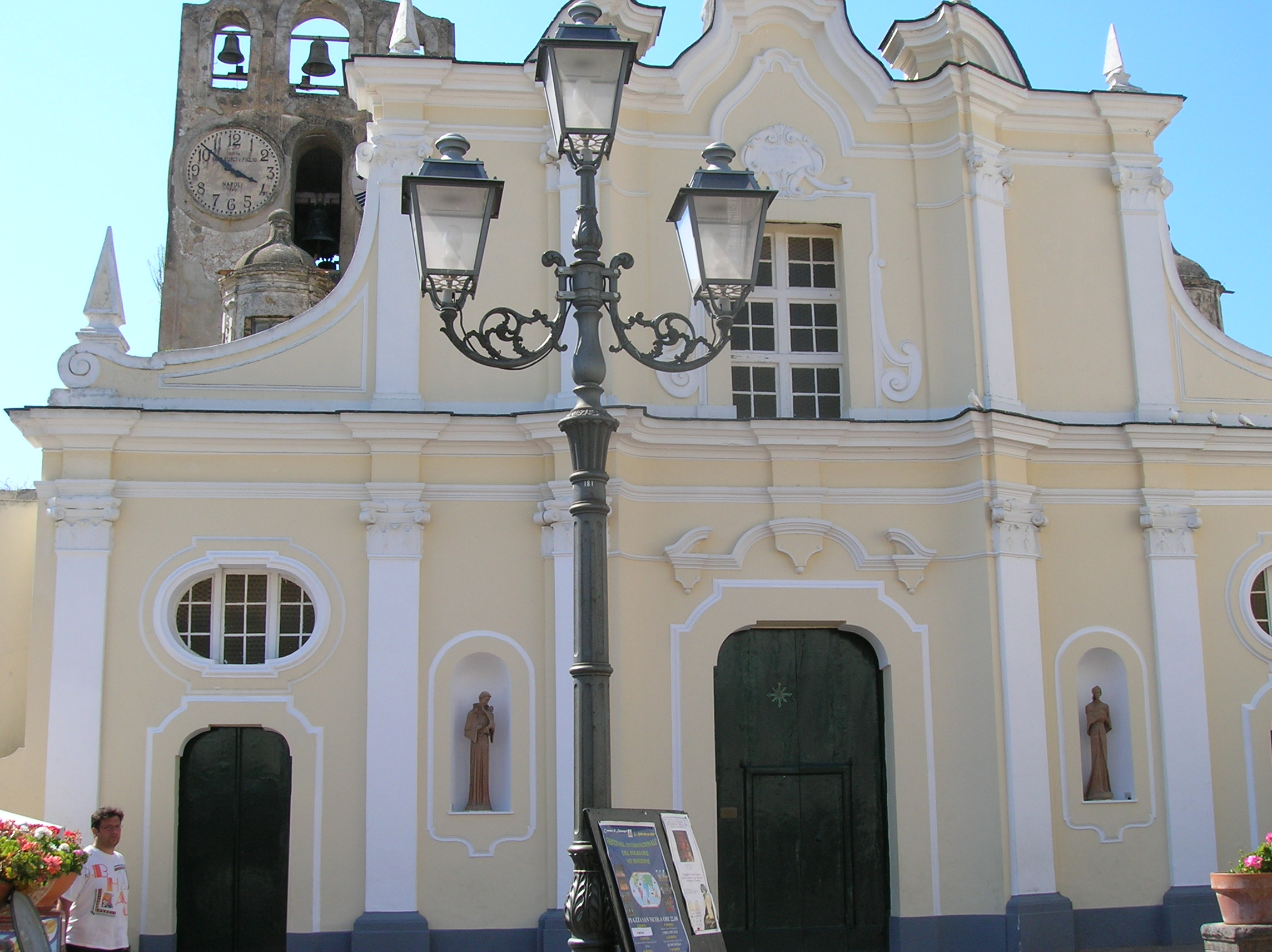
Chiesa di Santa Sofia
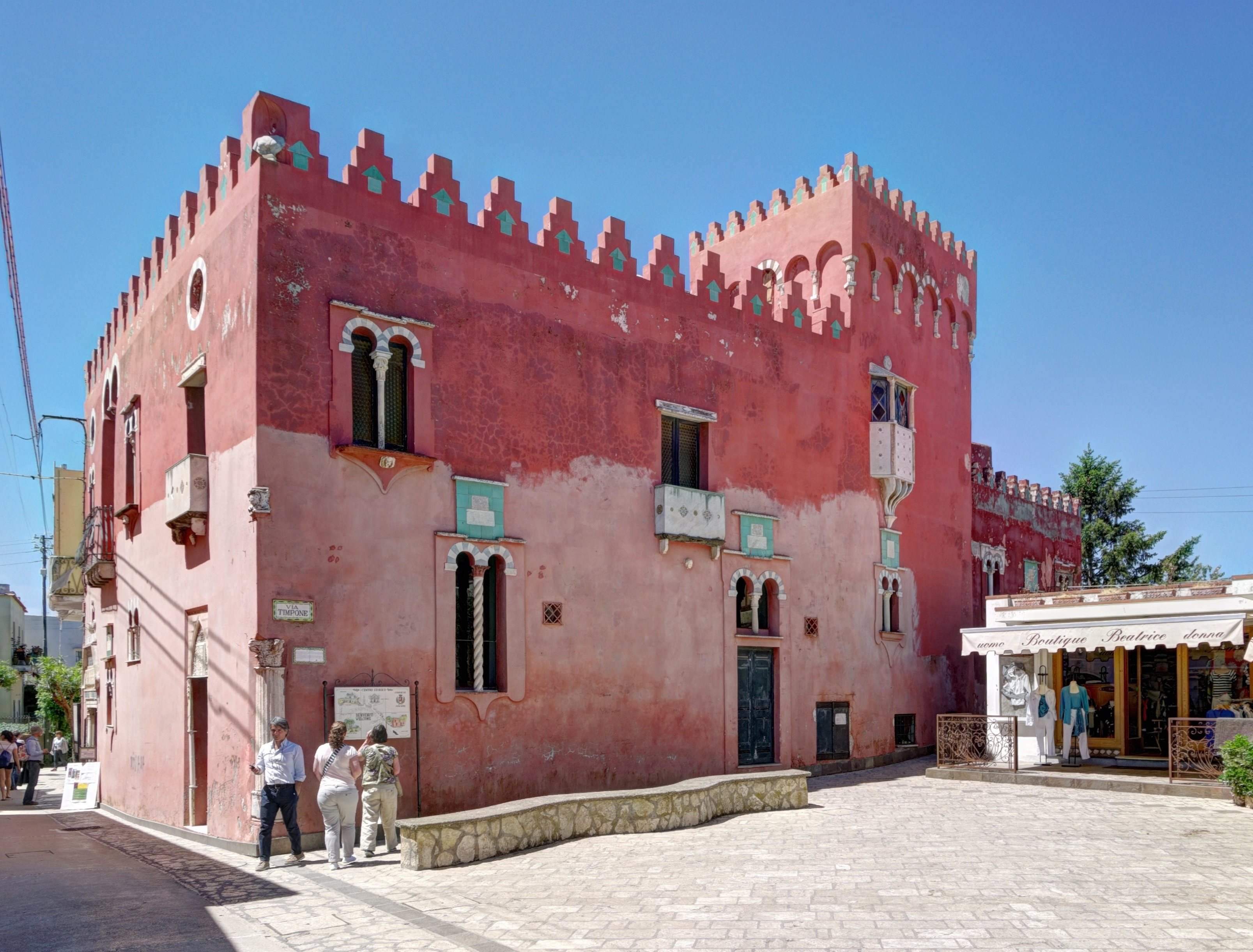
Casa Rossa
Situatie van Anacapri in de provincie Napels